# Depok
Depok (tiếng Sunda: ᮓᮦᮕᮧᮊ᮪) là một thành phố Indonesia. Thành phố này thuộc tỉnh Tây Java, trên đảo Java. Thành phố có Depok nằm trên biên giới phía tây của Jakarta trong khu vực đô thị Jabodetabek. "De" trong Jabodetabek đề cập đến Depok, trong khi từ "depok" bản thân xuất phát từ ngôn ngữ Sunda có nghĩa là ẩn dật hoặc nơi ở của một người sống ẩn dật. 
Depok có diện tích 200,29  km² và 1.374.903 người trong năm 2005, với mật độ 6.865 người/ km². Năm 2007, dân số là 1.412.772 và đến năm 2010, dân số trong Depok là 1.751.696 người.